# اس‌ام یوبی-۷۷
اس‌ام یوبی-۷۷ (به انگلیسی: SM UB-77) یک زیردریایی بود که طول آن ۵۵٫۳ متر (۱۸۱ فوت) بود. این زیردریایی در سال ۱۹۱۷ ساخته شد.